# Ананьев, Анатолий Романович
Анато́лий Рома́нович Ана́ньев (3 [16] апреля 1911, с. Илька, Забайкальская область — 31 июля 1992, Томск) — советский геолог и палеонтолог, доктор геолого-минералогических наук (1962), профессор кафедры палеонтологии и исторической геологии Томского государственного университета.

## Биография
Родился 3 апреля 1911 года в с. Илька Ново-Брянской волости Верхнеудинского округа Забайкальской области (ныне — в Заиграевском районе Бурятии), с 1923 года жил в с. Высокое (ныне — Амурской области), где учился в школе. С 1928 года учился в Петровск-Забайкальской девятилетней школе (жил отдельно от родителей, переехавших в том же году в с. Хохотуй Петровск-Забайкальского района), одновременно подрабатывал сезонным рабочим на ремонте железной дороги и старшим рабочим в Утакской экспедиции «Орглеса». Участвовал в ликвидации неграмотности, избирался председателем ученического комитета и секретарем комсомольской ячейки.
С 1931 года, окончив школу, работал в Петровск-Забайкальском отделе милиции. В сентябре того же года поступил на геологическое отделение физико-математического факультета Томского университета, в мае 1933 года перешёл на геологическое отделение геолого-почвенно-географического факультета, которое окончил в 1937 году с дипломом первой степени.
С 1937 по 1990 год преподавал в Томском университете (лаборант, с 1937 — ассистент, с 1945 — доцент кафедры палеонтологии; с 1964 — профессор, с 1978 — заведующий кафедрой палеонтологии и исторической геологии). Одновременно был деканом геологического (1949—1950) и геолого-географического (1960—1965) факультетов. Читал курсы: общая и историческая геология, палеонтология, палеоботаника, палеоботаника Сибири, аэрогеология, микропалеонтология, петрография, минералогия, методы стратиграфических исследований.
Инициировал создание летнего полигона в окрестностях озера Шира в Хакасии, куда первым вывез студентов на практику.
По совместительству работал также начальником геолого-поисковой Мариинской партии, геологом Кийской партии Западно-Сибирского геологического управления; в годы Великой Отечественной войны — начальником и техническим руководителем геолого-разведочных партий треста «Запсибцветметразведка».
Похоронен на кладбище Бактин.

### Семья
Дед — Илья Ананьев; в 1890-х годах был выслан с семьёй из Вятской губернии в Петровский Завод, работал на строительстве Сибирской железной дороги, затем — в сельском хозяйстве.
Отец — Роман Ильич Ананьев, участник Первой мировой войны (был трижды ранен) и Гражданской войны (1920—1922, был ранен, получил отморожение, вследствие которого в 1924 году перенёс ампутацию левой нижней конечности); работал сторожем.
Мать — Евдокия Павловна, после смерти мужа до 1940 года работала на Хохотуйском лесозаводе Забайкальской железной дороги.
Жена — Римма Владимировна, лаборант геолого-географического факультета Томского университета. Дети:
- Владимир (р. 1945), Анатолий (р. 1952), кандидаты геолого-минералогических наук[2].

Во втором браке жена — Татьяна Викторовна Захарова, кандидат геолого-минералогических наук, доцент экономического факультета Томского университета;
- дочь — Анна (р. 1981), выпускница геолого-географического факультета Томского университета[2].

## Научная деятельность
В 1945 году защитил кандидатскую («Остатки верхнемеловой и третичной флоры р. Кеми, левого притока р. Енисея»), в 1962 — докторскую диссертацию.
Основные направления исследований:
- стратиграфия девонской системы и древнейших высших растений;
- палеоботаника красноцветных девонских отложений.

Достижения:
- Описал 73 вида древних растений, из которых 15 видов и 6 родов являются новыми для науки.
- Предложил схему детального расчленения меловых и третичных отложений в Чулымо-Енисейском бассейне, установил стратиграфическое положение нижнемеловых отложений.
- Установил бокситоносность одной из выделенных им формаций меловых отложений Чулымо-Енисейского бассейна.
- Выявил ряд месторождений каменного угля в юрских отложениях центральной части Кузбасса (1935—1937, совместно с Д. А. Васильевым).
- Выявил железное, марганцевое и вольфрамовое оруденение в бассейне реки Золотой Китат.
- Открыл (в составе группы) Кундатское золото-сурьмяно-вольфрамовое месторождение (1942).
- Обосновал и открыл промышленное золото на заброшенной жиле «Оборонная» на Бурлевском месторождении (1943).
- Выявил ряд точек вольфрамового оруденения в северных отрогах Кузнецкого Алатау и на хребте Танну-Ола (Тува).
- Открыл месторождения высокосортных кварцевых песков, пригодных для изготовления высококачественного стекла (в том числе оптического) и формовочных песков (1940-е).
- Обнаружил признаки жидкой нефти в юго-восточной окраине Западно-Сибирской равнины (1950).
- Инициировал создание геолого-палеонтологического музея в Шира (Хакасия).
- Организовал музей первых наземных растений в Томском университете.

Одновременно с преподаванием был инспектором по научно-исследовательской работе при ректорате Томского университета (25.10.1948 — 1.2.1949), учёным секретарём совета университета (6.7.1952 — 10.7.1953). Являлся председателем Оргкомитета Всесоюзного коллоквиума по изучению высших ископаемых растений девонской системы (1978), членом (с 1954) и почётным членом (с 1981) Всесоюзного палеонтологического общества (председатель Томского отделения общества), членом специализированного совета по защите докторских диссертаций при СО АН СССР, членом учёного совета Томского областного краеведческого музея, библиотечного совета университета; сотрудничал в редакции газеты «За советскую науку». Был куратором научного студенческого общества факультета и университета.
Входил в состав постоянной стратиграфической комиссии по девонским отложениям Межведомственного стратиграфического комитета СССР и региональной Сибирской комиссии по стратиграфии, научного совета АН СССР по проблеме «Пути и закономерности исторического развития животных и растительных организмов» (председатель комиссии по псилофитам, прапапоротникам и протогимноспермам), РМСК по палеозою, Головного совета по геологии МВО СССР.
Являясь членом общества «Знание», выступал с научно-популярными лекциями перед школьниками, студентами, рабочими и колхозниками города и области.
Автор около 100 научных работ.

### Избранные труды
- Ананьев А. Р. Важнейшие местонахождения девонских флор в Саяно-Алтайской горной области. — Томск : Изд-во Томского ун-та, 1959. — 99 с.
- Ананьев А. Р. Ископаемая флора и стратиграфия лагунно-континентального девона Саяно-Алтайской горной области : Автореферат дис. … д-ра геол.-минералогич. наук. — Томск : Изд-во Томского ун-та, 1962. — 37 с.
- Ананьев А. Р. и соавт. Стратиграфический словарь мезозойских и кайнозойских отложений Западно-Сибирской низменнойсти / Под ред. Н. Н. Ростовцева. — Л.: Недра, 1978. — 132 с.

## Награды
- орден Дружбы народов (1981)
- медаль «За доблестный труд в Великой Отечественной войне 1941—1945 гг.»
- медаль «За доблестный труд. В ознаменование 100-летия со дня рождения В. И. Ленина» (1970)
- медаль «Тридцать лет Победы в Великой Отечественной войне 1941—1945 гг.» (1975)
- медаль «Ветеран труда» (1984)[1].